# William Dunker
Pour les articles homonymes, voir Dunker.
William Dunker (de son vrai nom Wilhelm Dünker), né à Charleroi (Maternité Reine Astrid) le 15 mars 1959 et mort le 25 juin 2023 à Lodelinsart, est un chanteur belge wallon, qui a connu la notoriété autour de l'an 2000. 

## Biographie
William Dunker passe son enfance près de Gilly et de Châtelineau. Adolescent il délaisse ses cours de menuiserie, d'électricité et de comptabilité à l'Université du Travail pour privilégier la comédie et le théâtre à l'Académie des Beaux-Arts.
Avant de vivre de la chanson, il était animateur pour enfants dans une péniche et aura attendu l'âge de 38 ans pour connaître le succès,.
En 1984, William Dunker sort, sous le surnom d'Alfred qu'il utilisait alors, un 45-tours en wallon, Todi su'l voye (= « Toujours sur la route »), un blues électrique. Reprise en CD en 1996, la chanson connaîtra alors le succès.
Sur la face B se trouve « Djan Pinson », une chanson réaliste écrite par André Gauditiaubois, qui deviendra son parolier pour un album complet intitulé Trop tchôd (= « Trop chaud »).
En 1998, il se joint aux Québécois Patrick Norman, Bourbon Gauthier et Jeff Smalwood pour former le groupe Les Fabuleux Élégants.
Selon Émile Henceval dans son ouvrage Musique-musiques 1998 : chronique de la vie musicale en Wallonie et à Bruxelles, « si, de 98, il ne fallait retenir plus particulièrement que deux ou trois noms, jusqu'alors pratiquement inconnus, qui ont véritablement marqué cette année, ce sont vraisemblablement ceux de William Dunker, Starflam et Mélanie Cohl. »
En 2001, ils sortent encore une nouvelle série de chansons, Ey adon, avec des musiciens professionnels. En 2002, William Dunker interprète une chanson avec les Corses I Muvrini : Erein Eta Joan - D'ji Sènme è Dji M'e Va ou Je sème et je m'en vais en français.
En 2002, il a participé au festival Brosella Folk & Jazz au théâtre de verdure du parc d'Osseghem à Laeken avec le groupe belgo-américain Kevin Mulligan & Friends.
En 2005, il est fait chevalier de l'ordre de Léopold des mains de la ministre de la Culture de la Communauté française de Belgique, Fadila Laanan.
En 2007, il sort un nouvel album Ca va bén.
Une biographie (Planète Dunker) a également vu le jour en 2007 aux éditions Luc Pire. Elle a été rédigée par Martial Dumont, journaliste pour le journal Vers l'Avenir.
Le chanteur belge, originaire de Charleroi est décédé le dimanche 25 juin 2023 à l’hôpital Marie Curie de Lodelinsart à l’âge de 64 ans. L’artiste avait dû se retirer de la scène et des studios en 2015 à cause de sérieux problèmes de santé.

## Discographie

### Albums
- Trop tchaud (1996)
- Fabuleux élégants (1998)  (William Dunker/ Bourbon Gauthier/ Patrick Normand/ Jeff Smallwood)
- Ey adon (2001)
- Ca va bén (2007)
- Vikant au Sablon (2015)

## Filmographie
- 2011 : Au cul du loup